# Битва за Станиславів (1914—1917)
Битва за Станиславів під час Першої світової війни (1914—1917) — серія боїв за місто Станиславів, які розпочалися 3 вересня 1914 року. Бойові дії точились між військами Австро-Угорської та Російської армій.

## Історія

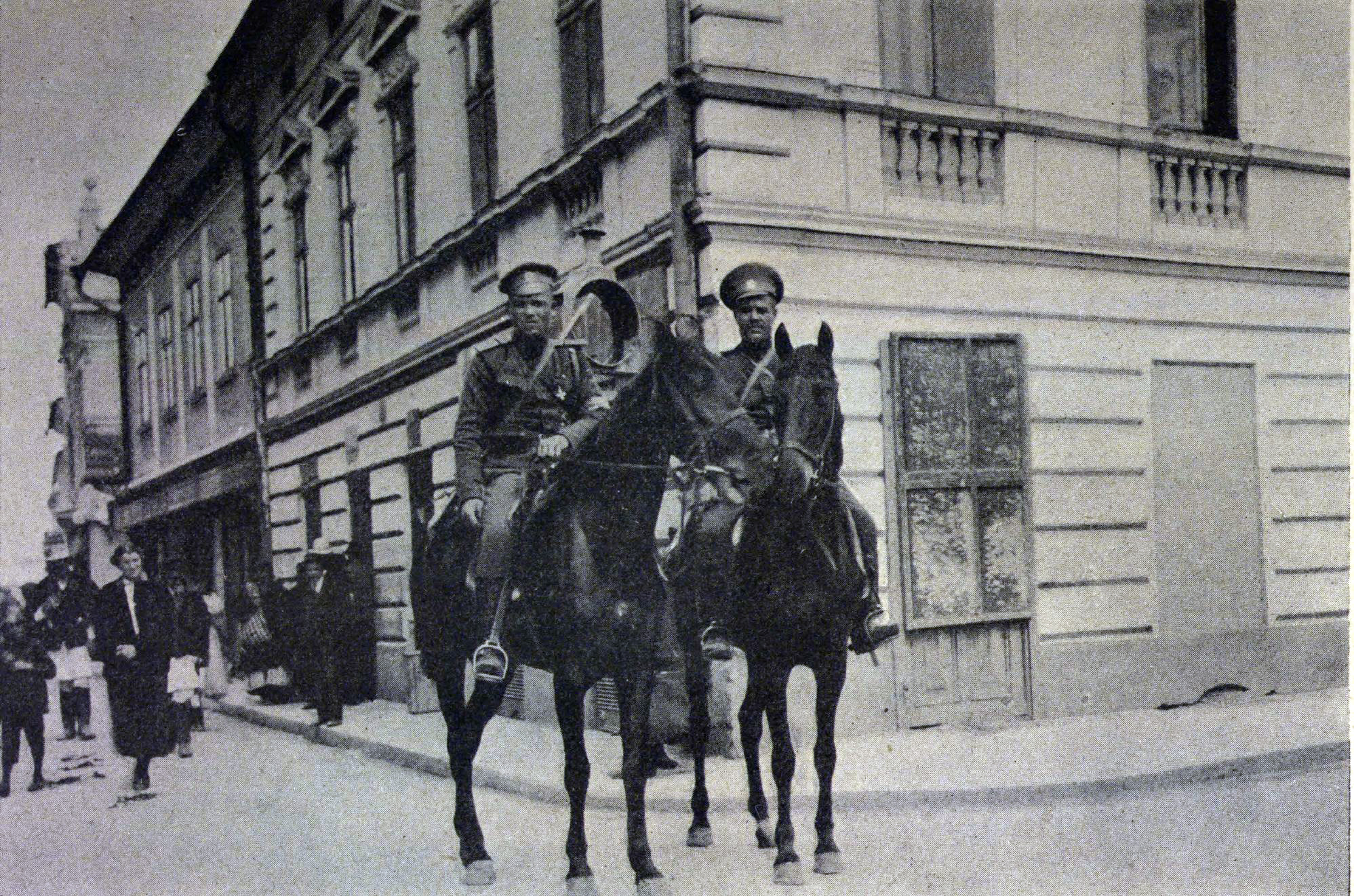
Російський патруль 1916 р. Станиславів

Після вбивства Франца Фердинанда сербським націоналістом Григорієм Принципом розпочалась Перша світова війна в результаті якої Станиславів опинився на Галицькому театрі бойових дій. Лінія фронту шість раз перетинала місто.
Російські війська розпочали бойові дії 3 серпня 1914 року та заволоділи Станиславовом 30 серпня 1914 року. Австрійські війська покинули місто та відійшли у гори. Сучасні дослідження показують, що австрійці залишили місто без боїв.

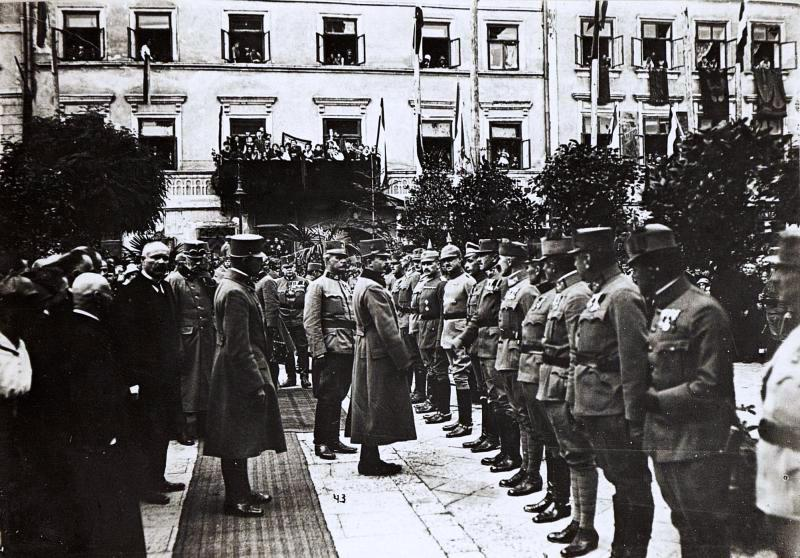
Карл І в Станиславові 1917 рік.

Станиславів увійшов до генерал-губернаторства Галичина, яке очолив граф Григорій Бобринський, який був праправнуком Катерина II.
7—8 лютого 1915 року Цісарська армія на декілька днів зайшла у місто, проте 19 лютого 1915 року Царська армія повернула контроль над містом. У червні 1915 року австрійські війська взяли місто під контроль. Відбулись розстріли місцевих жителів, приводом до яких стали звинувачення у співпраці з царськими військами.
У серпні 1916 року російська армія в ході Брусиловського прориву втретє заволоділи містом. У липні 1917 року австрійська армія за підтримки німецьких частин розпочала останній наступ, вогнем артилерії було зруйновано міську Ратушу та купол театру імені Монюшка. Російські війська під час відступу розпочали мародерство, яке зупиняв Врангель. Єдиною великою сутичкою того етапу битви стали бої за Краківські лани (сучасна вул. Довженка) де австрійсько-німецькі частини зупиняли польські улани.